# Zinasco
Zinasco est une commune italienne de la province de Pavie, dans la région Lombardie.

## Administration
| Période                                  | Période  | Identité           | Étiquette     | Qualité |
| ---------------------------------------- | -------- | ------------------ | ------------- | ------- |
|                                          |          | Giuseppe Miracca   |               |         |
| 2014                                     | en cours | Massimo Nascimbene | Liste civique |         |
| Les données manquantes sont à compléter. |          |                    |               |         |

### Hameaux
Bombardone, Cascinino, Gerone, Sairano.

### Communes limitrophes
Bastida Pancarana, Carbonara al Ticino, Cava Manara, Cervesina, Corana, Dorno, Gropello Cairoli, Mezzana Rabattone, Pancarana, Pieve Albignola, Sommo, Villanova d'Ardenghi.